# فرودگاه آرام‌ای‌اف باتروورث
 فرودگاه آرام‌ای‌اف باتروورث (به انگلیسی: RMAF Butterworth) (به زبان بومی: TUDM Butterworth) یک فرودگاه نظامی با کد یاتا BWH است که یک باند فرود آسفالت دارد و طول باند آن ۲۴۳۸ متر است. این فرودگاه در کشور مالزی قرار دارد و در ارتفاع ۲٫۴ متری از سطح دریا واقع شده است.